# Paul Schmidt (atleta)
Paul Schmidt (República Federal Alemana, 9 de agosto de 1931) fue un atleta alemán especializado en la prueba de 800 m, en la que consiguió ser medallista de bronce europeo en 1958.

## Carrera deportiva
En el Campeonato Europeo de Atletismo de 1958 ganó la medalla de bronce en los 800 metros, llegando a meta en un tiempo de 1:43.9 segundos, siendo superado por el británico Mike Rawson (oro con 1:47.8 segundos) y el noruego Audun Boysen.